# Somozas (parroquia)
Somozas (llamada también Santiago Sere das Somozas y oficialmente, Santiago Seré das Somozas) es una parroquia española del municipio de Somozas, en la provincia de La Coruña, Galicia.

## Entidades de población
Entidades de población que forman parte de la parroquia:
- Bayuca (A Baiúca)
- Abeledo
- Casanova (A Casanova)
- Agra
- Garita (A Garita)
- Grajoiba (A Agraxoiba)
- Iglesia (A Igrexa)
- Nogueira (A Nogueira)
- Queira (A Queira)
- Pradanova (A Pradanova)
- Ramisqueira (A Ramisqueira)
- Cortiñas (As Cortiñas)
- Cargas
- Castelo
- Cerdeira de Cabalar
- Chao de Abaixo
- Chao de Arriba
- Coucijoso (Coucixoso)
- Escalo
- Fontelo
- Gradaílle
- Gradoy (Gradoi)
- Guntille
- Loureiros
- Martinga
- Meroy (Meroi)
- Moimento
- Montecalvo
- Campo (O Campo)
- Coto (O Coto)
- Coto de Salas
- Fojo (O Foxo)
- Pereiro (O Pereiro)
- Rego (O Rego)
- Seijidal (O Seixidal)
- Novás (Os Novás)
- Parañoy (Parañoi)
- Pastoriza
- Poelle
- San Esteban (Santo Estevo)
- San Roque
- Sueiras
- Teijeiro (Teixeiro)
- Tiquión
- Trigal
- Vilachave
- Jibarido (Xibarido)

## Despoblados
- Barreira (A Barreira)
- Ferraría (A Ferraría)
- Fraga (A Fraga)
- Pallota (A Pallota)
- Pradavella (A Pradavella)
- Torre (A Torre)
- Carballeira
- Cerdeira de Meroy (Cardeira de Meroi)
- Fonticova
- Machuco (O Machuco)
- Abosendos (Os Avosendos)
- Parque Empresarial
- Penela
- Sansidro
- Suarriba

## Demografía
| Gráfica de evolución demográfica de Somozas entre 2000 y 2019 |
|                                                               |
| Datos según el nomenclátor publicado por el INE.              |